# Погром на Курфюрстендамме

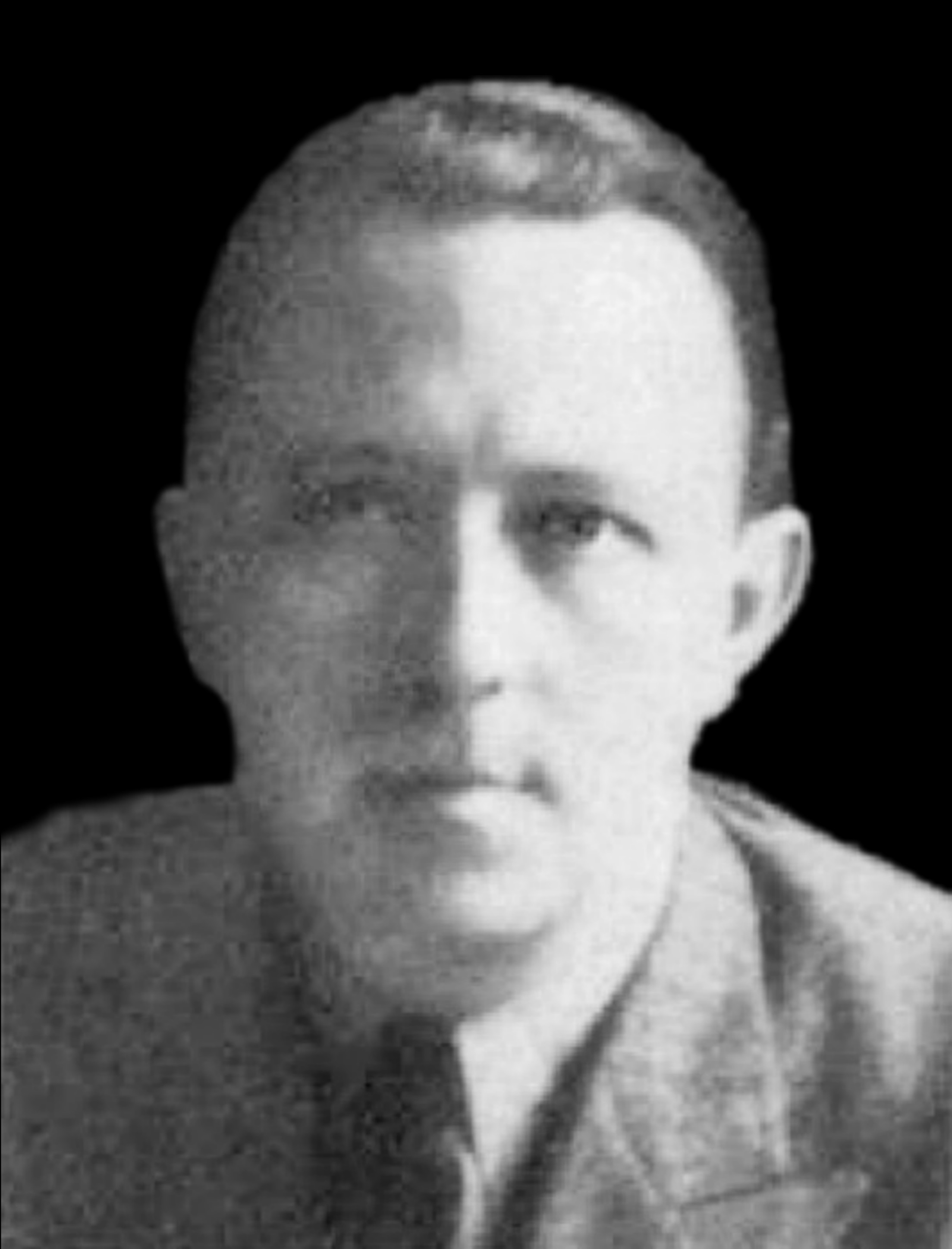
Граф фон Хелльдорф — один из организаторов погрома

Погром на Курфюрстендамме (также Беспорядки/бесчинства/погромы на Кудамме) — массовые беспорядки на центральной улице района Шарлоттенбург в Берлине 12 сентября 1931 года, первая массовая антисемитская акция нацистов в веймарской Германии.

## Ход событий
Вечером 12 сентября 1931 года, в день еврейского Нового года, члены нацистских штурмовых отрядов СА в количестве от 500 до 1000 человек собрались на Курфюрстендамме и прилегающих улицах. По данным полиции, штурмовики заранее просочились в этот район группами от 3 до 30 человек и стали выкрикивать лозунги «Хайль Гитлер!», «Германия, проснись!», «Издохни, еврей!» и «Бей евреев до смерти!». Около 20 часов началась главная акция: сначала штурмовики оскорбляли евреев, выходящих из синагоги, а затем стали избивать их. Пострадали не только евреи, но и по ошибке принятые за евреев случайные прохожие.
В 21.15 подошедшие полицейские блокировали улицы и задержали 60 человек. Организаторами этой акции были: гауляйтер партийной организации НСДАП Берлина Йозеф Геббельс и руководитель СА Берлина граф Вольф-Генрих фон Хелльдорф. Координацию на месте бесчинств частично осуществляли сам фон Хелльдорф и начальник его штаба Карл Эрнст, которые, разъезжая на машине «Опель», лично инструктировали группы штурмовиков. Так, фон Хелльдорф отдал приказ о штурме кафе «Райманн», во время которого некоторые посетители кафе получили тяжёлые увечья.

## Последствия
Полиция быстро арестовала 33 человека, большинство из которых были членами СА. Они были осуждены на ускоренных судебных процессах на срок от 9 до 21 месяца тюремного заключения, кроме того, полиция закрыла некоторые места сборищ штурмовиков. Тем самым эти санкции ударили по участникам сильнее, чем предполагали организаторы.
Допрошенные сразу в полицейском отделении на вокзале «Зоологический сад» фон Хелльдорф и Эрнст были отпущены. Они поначалу скрылись, но через несколько дней полиция нашла их и препроводила в КПЗ как обвиняемых — зачинщиков. На первом процессе оба были осуждены на 6 месяцев тюрьмы и оштрафованы на 100 рейхсмарок. В начале 1932 года после суда второй инстанции они отделались лишь незначительными денежными штрафами. Существуют косвенные доказательства тайного договора между рейхсканцлером Германии Генрихом Брюнингом и Геббельсом. Геббельс пообещал на время приезда французского министра не нарушать порядок на улицах Берлина, в ответ кассационный процесс был отложен и передан другому судье.

## Оценки современников и историков
Сионистские организации увидели в этой акции усиление антисемитизма в Германии. Однако большинство немецких евреев верили, что это было исключение из правил, ссылались на быстрые действия полиции и считали, что такое больше не повторится.
Столкновения между коммунистами и штурмовиками были тогда обычным явлением, это нападение выходило за рамки допустимого и было резко осуждено даже националистической прессой Германии.
В современной литературе погром рассматривается как пример роста насилия со стороны нацистов и прелюдия к Холокосту.